# Trithrinax schizophylla
Trithrinax schizophylla, vrsta južnoameričke zimzelene palme iz Argentine, Paragvaja, Bolivije i Brazila. 
Raste u blizinama rijeka na pješčanim tlima na nadmorskim visinama ispod 400 metara. Naraste od 2 do 6 metara i promjera 7 - 12 cm. Iz prirode se ponekad ubire kao lokalni izvor materijala. Od listove se izrađuju Šeširi i košare, te služi i za pokrivanje koliba. Stabljike se koriste u izgradnji tradicionalnih domorodačkih kuća.